# Tây Equatoria
Tây Equatoria (tiếng Ả Rập: غرب الاستوائية; chuyển tự: Gharb al-Istiwa'iyah) là một trong 10 bang của Nam Sudan, giáp biên giới với tỉnh Orientale của CHDC Congo và tỉnh Haut-Mbomou của Cộng hòa Trung Phi. Jonglei là tiểu bang lớn nhất tại Cộng hòa Nam Sudan. Bang này có diện tích 79.319 km2. Thủ phủ là Yambio. Bang này được chia thành các hạt.